# Sông Alma (bán đảo Krym)
Alma (tiếng Ukraina: Альма; tiếng Nga: Альма; tiếng Tatar Krym: Alma) là con sông nhỏ chảy trên bán đảo Krym, miền nam Ukraina và đổ ra biển Đen. Cửa sông nằm ở khoảng giữa Yevpatoria và Sevastopol. Trong tiếng Tatar Krym, alma có nghĩa là "quả táo". Sông Alma là dòng sông lịch sử gắn với trận chiến giữa liên quân Anh, Pháp, Ottoman với Nga vào ngày 20 tháng 9 năm 1854.